# 4130 Ramanujan
4130 Ramanujan è un asteroide della fascia principale. Scoperto nel 1988, presenta un'orbita caratterizzata da un semiasse maggiore pari a 3,0530424 UA e da un'eccentricità di 0,0425231, inclinata di 9,78397° rispetto all'eclittica.
È dedicato al matematico indiano Srinivasa Ramanujan.